# Pawłyków (rejon złoczowski)
Pawłyków (ukr. Павлики) – wieś na Ukrainie w rejonie złoczowskim obwodu lwowskiego.
Do 2020 w rejonie buskim. 